# Pollinger Kalktuff

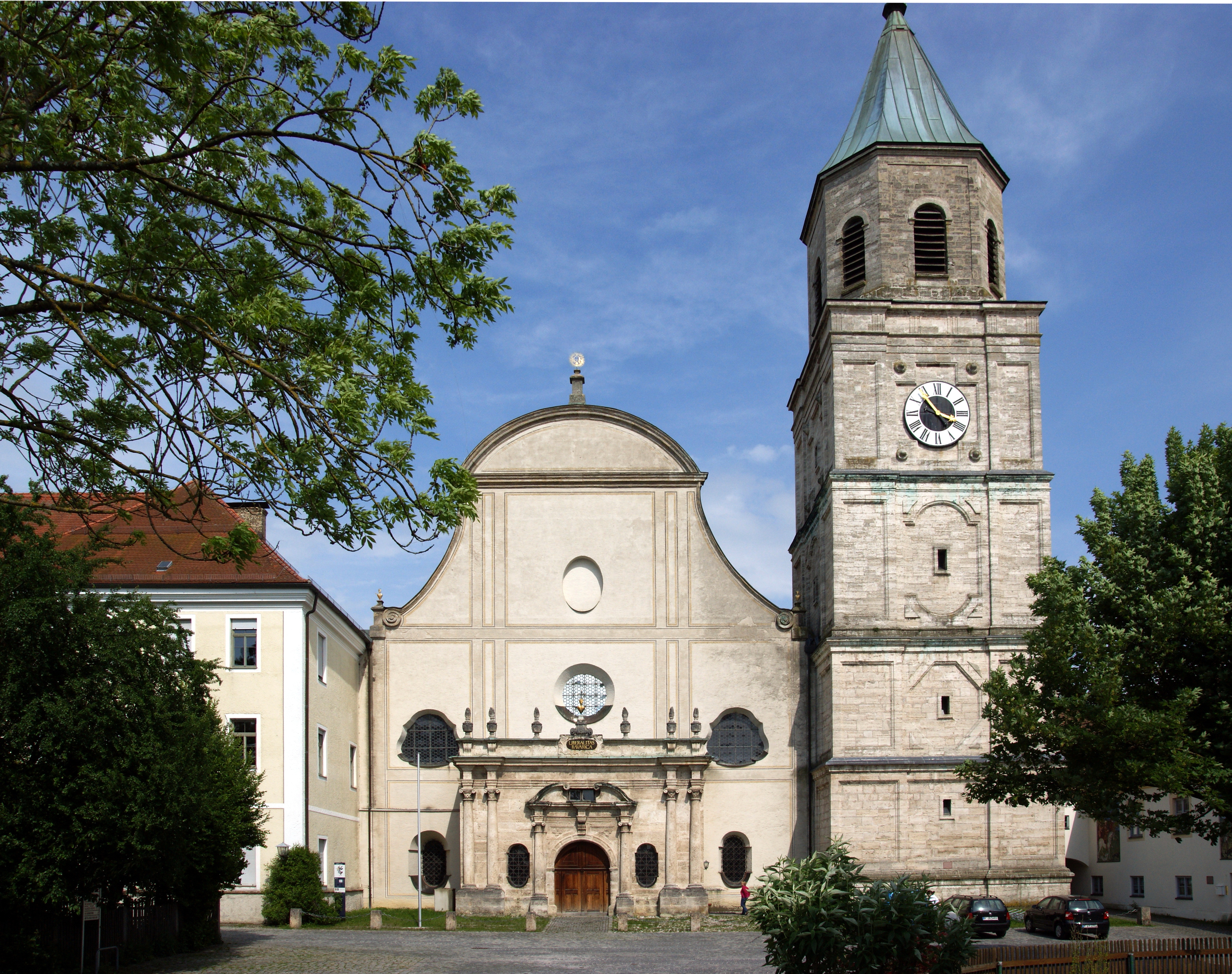
Die ehemalige Klosterkirche Polling, heute Pfarrkirche: Portal und Kirchturm bestehen aus Pollinger Kalktuff

Der Pollinger Kalktuff, kurz auch Pollinger Tuff oder Polling genannt, ist ein Süßwasserkalkstein, der bei Polling, eine Gemeinde im oberbayerischen Landkreis Weilheim-Schongau, abgebaut wird. Es handelt sich um den einzigen Kalktuffabbau in Bayern, der heute noch (2014) in Betrieb ist. Kalktuffe sind in bayerischen Alpenvorland weit verbreitet und wurden an zahlreichen Stellen abgebaut. Die meisten Vorkommen sind heute (2014) erschöpft. Entstanden ist dieser Kalktuff im Pleistozän.

## Vorkommen
Der Pollinger Kalktuff entstand an der Schwelle eines Sees, der heute nicht mehr existiert. Es gibt Vermutungen, dass die Schwelle an den Wasserständen im Ammerseegebiet im Hoch- und Spätglazial der Würm-Kaltzeit entstand. Kalkhaltige Wässer flossen über die Schwelle und Kalk (CaCO3) wurde ausgefällt, der sich als Kalktuff ablagerte.

## Gesteinsbeschreibung
Der beige Pollinger Kalktuff besteht aus von Kalk ummantelten Schilfen, Gräsern, Moosen, Blättern und weiteren Süßwasserpflanzen wie auch Wassermollusken Pollinger Kalktuff ist großporig. Großporige Stellen wechseln sich aber auch mit dichten ab.
In diesem Gesteinsvorkommen wurden des Weiteren auch Artefakte von Kalk umkrustet, die darauf hinweisen, dass das Gebiet bereits 3500 v. Chr. besiedelt war.

## Verwendung
Dieser Naturstein ist frostbeständig. Gegen Aggressorien ist Pollinger Kalktuff, wie alle Kalktuffe, nicht beständig und kann nicht poliert werden. Als Mauerstein verbaut, erreicht er in trockenem Zustand gute Dämmwerte, allerdings wurden Mauern auch verputzt. Die Folge ist, dass die Dämmung erheblich eingeschränkt wird, weil diese Wasser speichern und nur langsam abgeben. Die großen Poren dieses Kalktuffs können, sofern dies erforderlich ist, auch mit speziellen Massen verkittet und damit geschlossen werden.
Zahlreiche alte Bauernhäuser, Kirchen und Klöster in den Nachbarorten von Polling sind aus diesem Kalktuff aufgebaut worden. Verwendet wurde er lokal vor allem als Mauerstein, Tür- und Fensterlaibungen, aber auch für Bauzier, beispielsweise am Portal des Klosters Polling. In der näheren Umgebung von Polling fand dieser Kalktuff als Brunnentrog in Peißenberg, Murnau und Pähl Verwendung.
Die historischen Stadtmauern in Weilheim oder Schongau, die Grotte von Schloss Linderhof, Fassadenelemente des Müllerschen Volksbades, das Meteorologische Observatorium Hohenpeißenberg und der alte Messeturm in München sind teilweise aus dem Pollinger Kalktuff erbaut. Verwendet wurde dieser Kalktuff auch zur Gartengestaltung, wie für das Alpinum und für Balustraden im Botanischen Garten München-Nymphenburg, ferner zum Aufbau des Alpinums neben dem Königshaus auf dem Schachen im Wettersteingebirge. Noch heute werden im Rahmen von Restaurierungsmaßnahmen Fassadenteile und Dachgesimse an der Frauenkirche München mit diesem Weichgestein ausgetauscht.

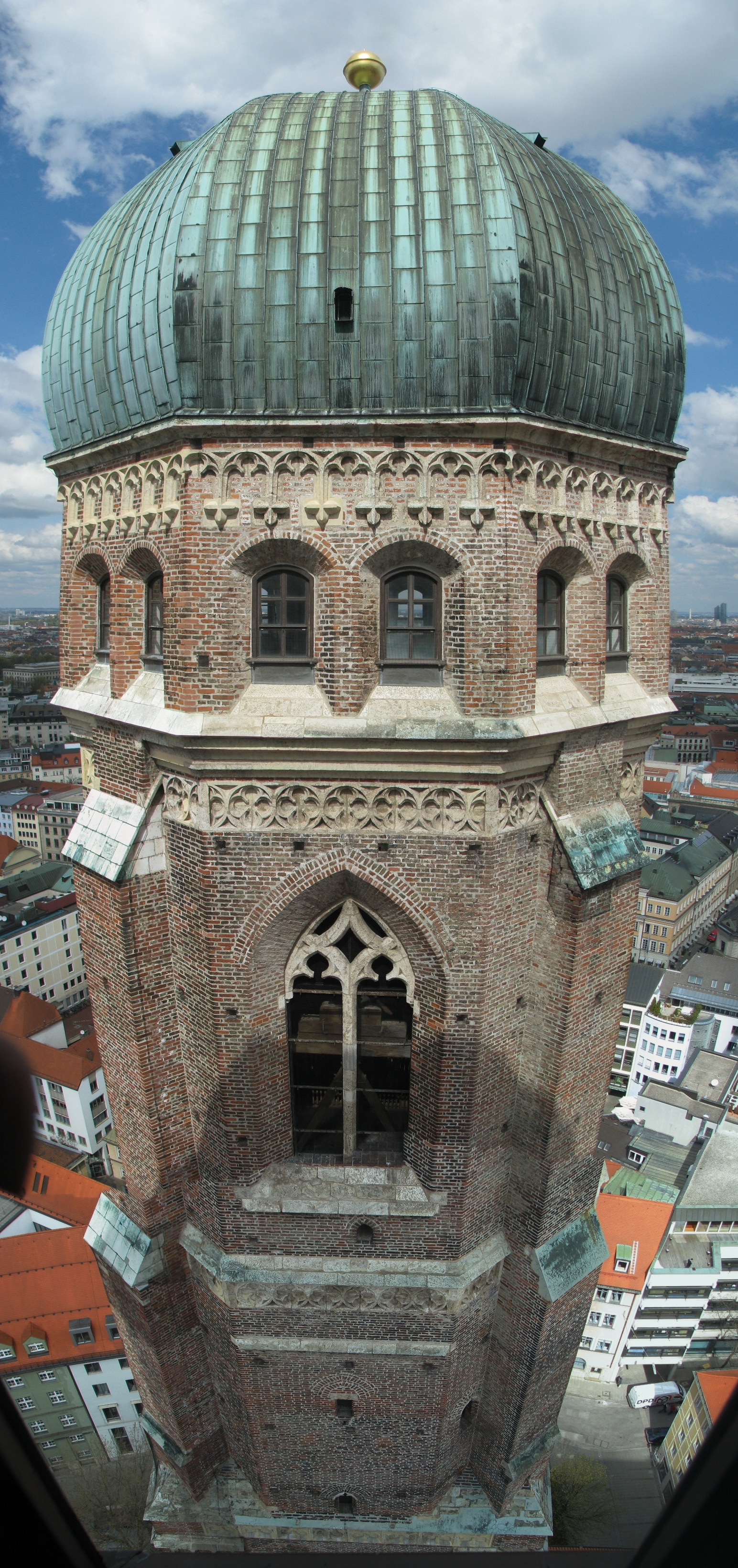
Die Gesimse der Frauenkirche in München bestehen aus dem Pollinger Kalktuff.
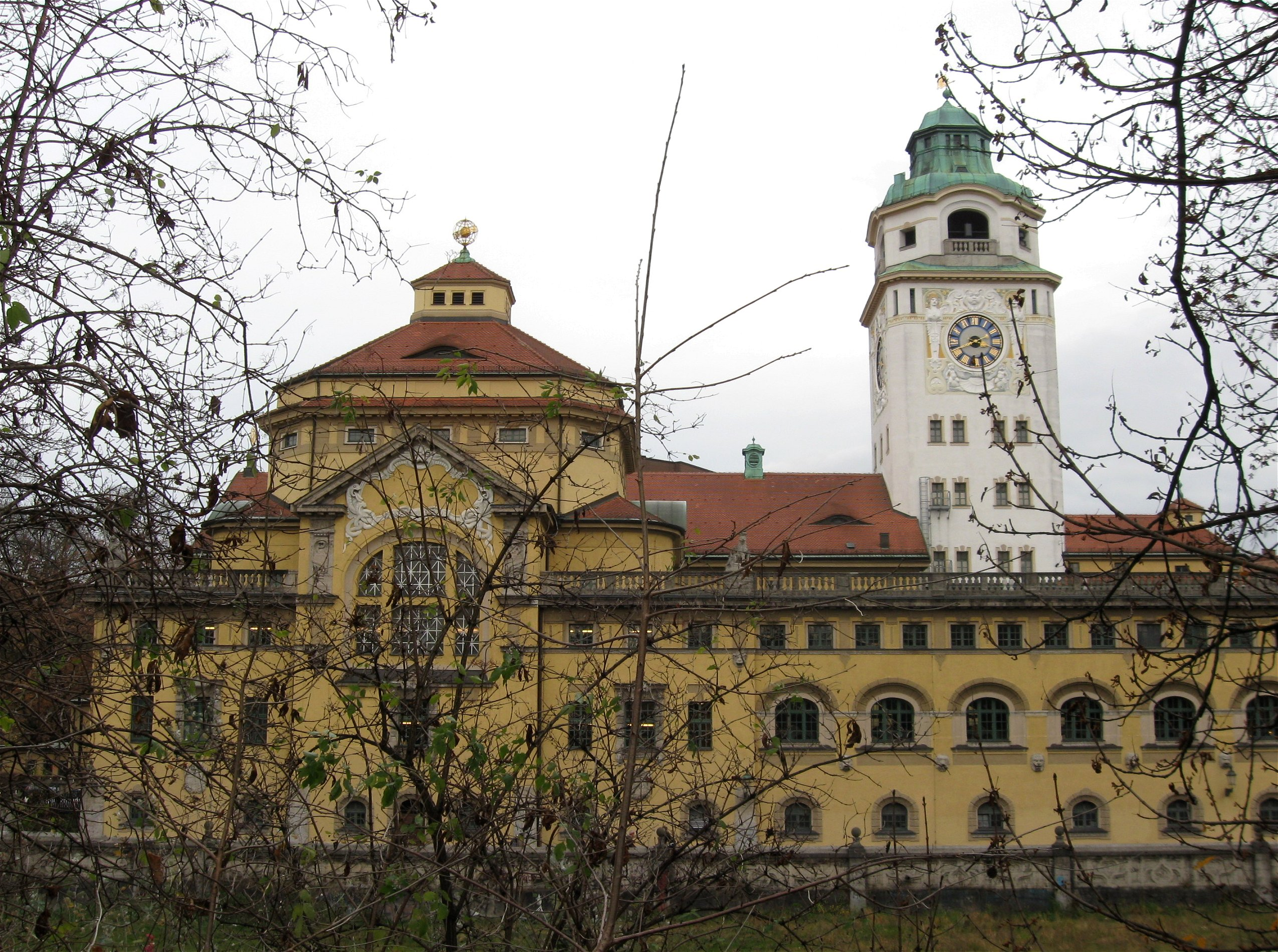
Fassadenelemente aus Pollinger Tuff gliedern das Müllersche Volksbad.
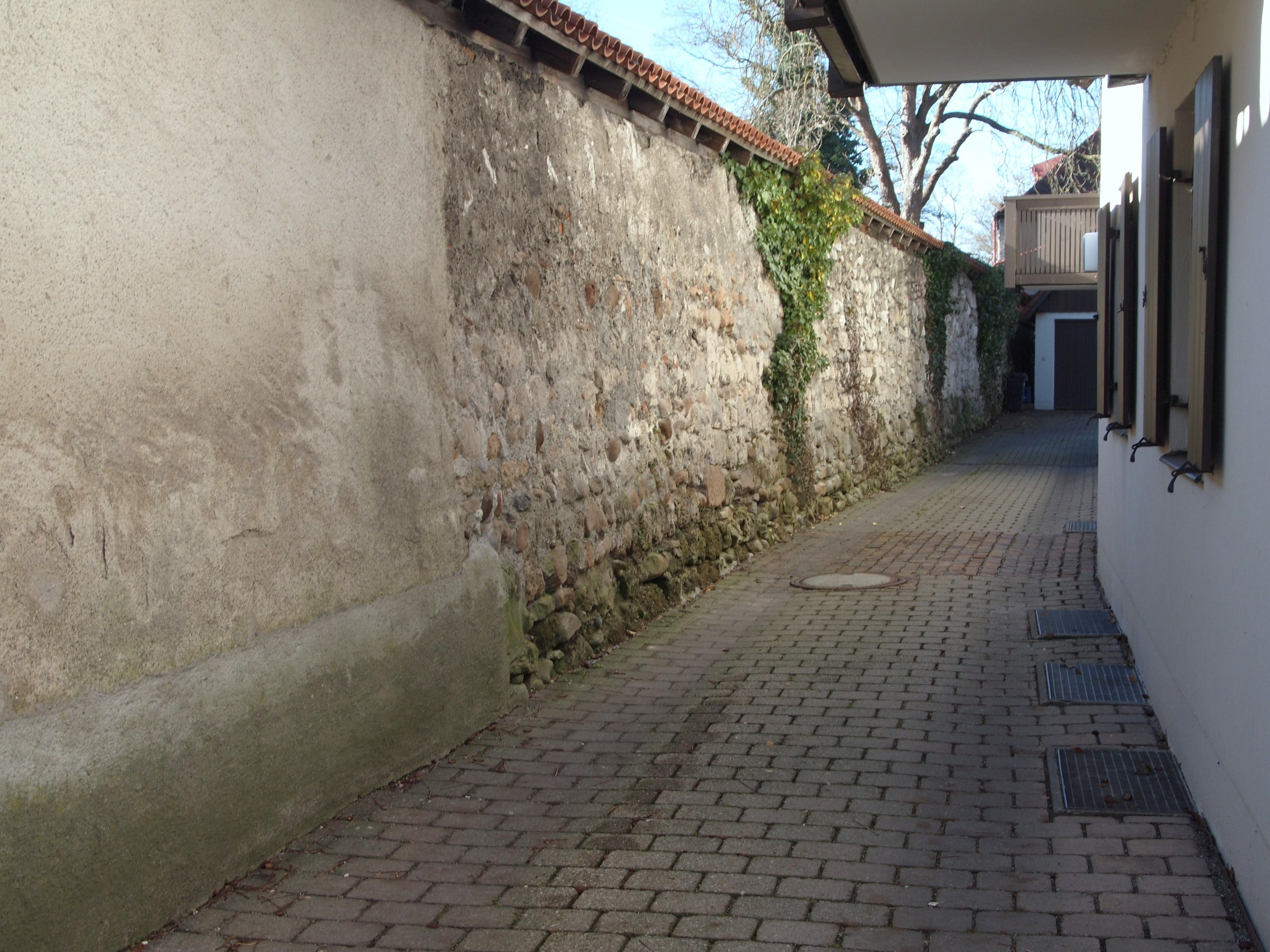
Für wenige Teile der Stadtmauer in Schongau (im Vordergrund verputzt) wurde auch Kalktuff verwendet, teilweise auch aus Polling stammend – Nachweis dazu fehlt.
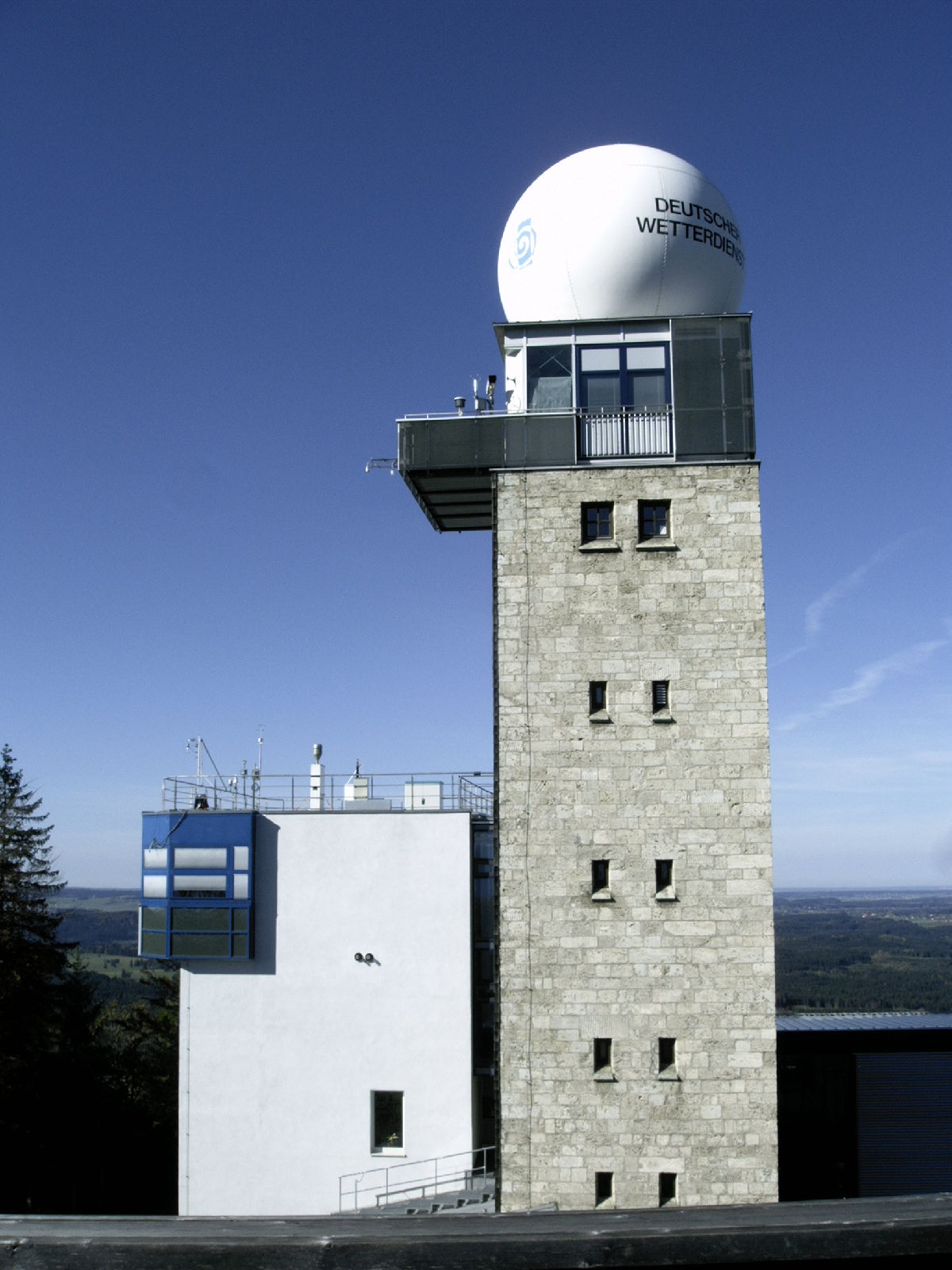
Der Turm des Meteorologisches Observatorium Hohenpeißenberg und Teile der Gebäude wurden ursprünglich mit Pollinger Kalktuff erbaut. Heute sind aus Statikgründen nur noch wenige Teile aus Tuffstein.
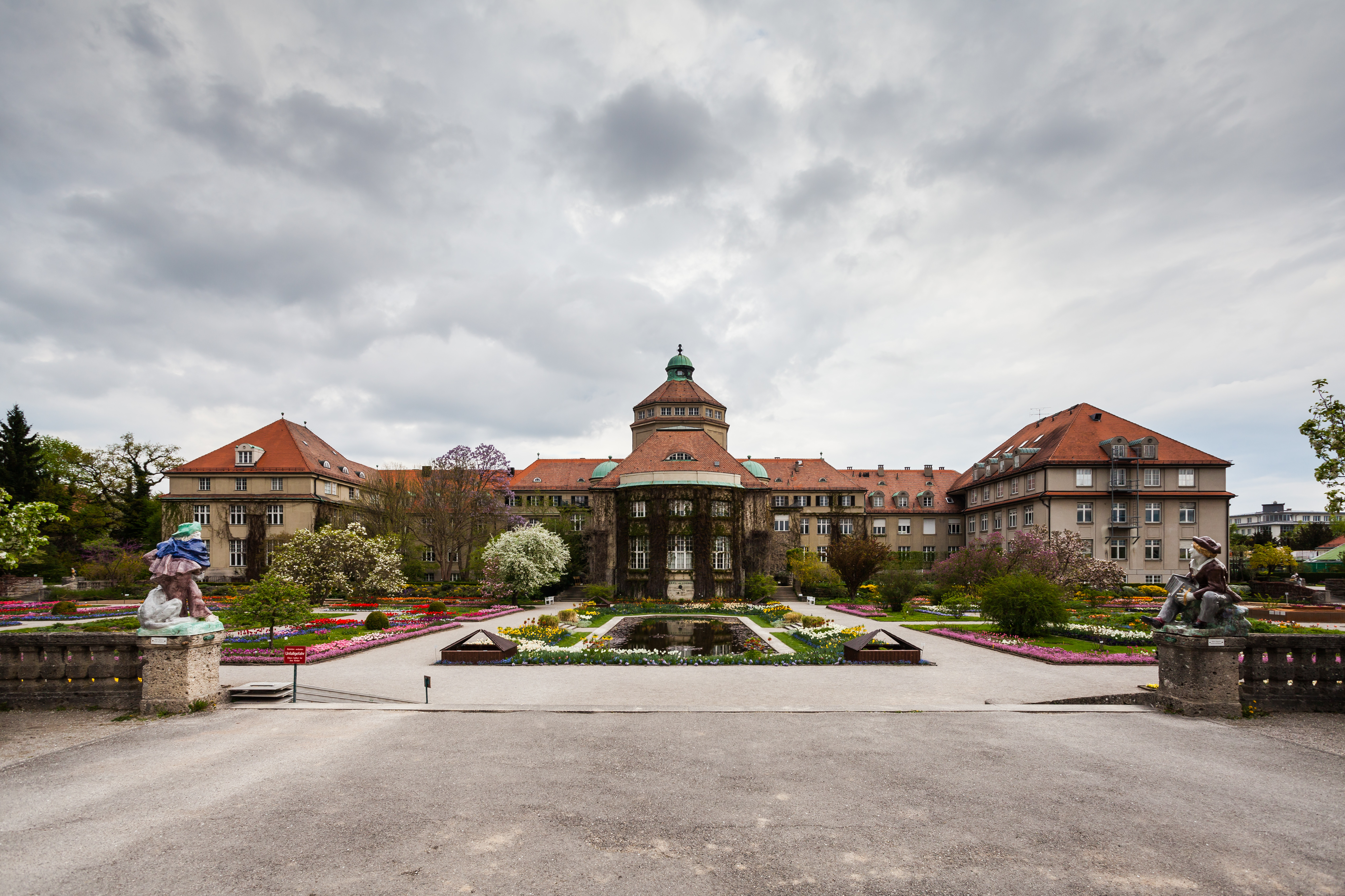
Die Balustrade (rechts und links im Vordergrund) im Botanischen Garten München-Nymphenburg wurde aus Pollinger Kalktuff geformt.
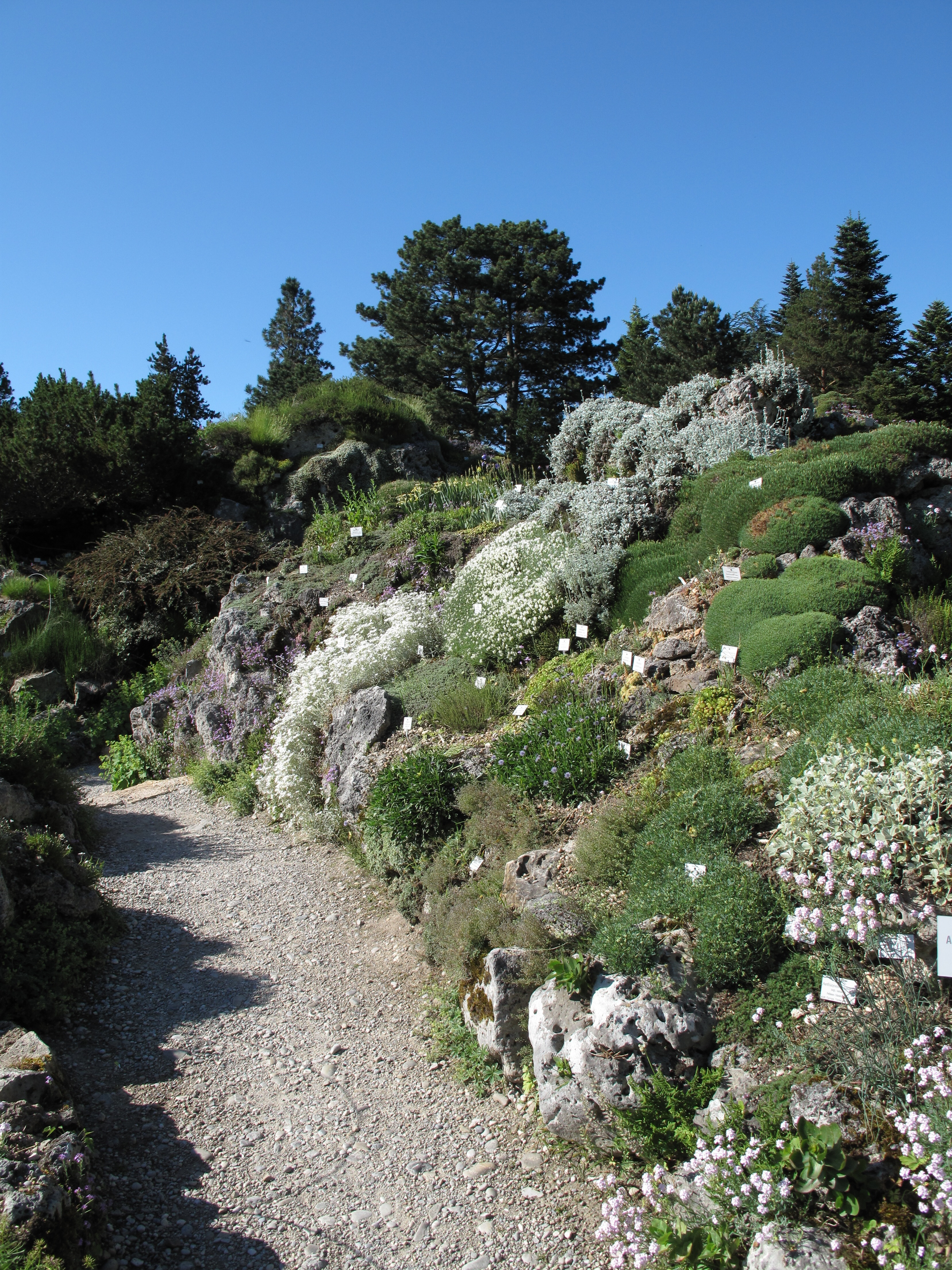
Das Alpinum im Botanischen Garten München-Nymphenburg wurde aus Pollinger Kalktuff aufgebaut.

## Abbau
Bekannt ist, dass es zwei Steinbrüche gab, heute ist nur noch einer auf einer Fläche von 5000 m² in Betrieb. Traditionell wurde Kalktuff mit Hilfe von Steinspaltwerkzeugen und Hebel gelöst. Pollinger Kalktuff, ein Weichgestein, kann wie andere Kalktuffe in bruchfeuchtem Zustand mit Steinbeilen oder mit einer Handsäge geformt und bearbeitet werden. Dabei bewegen zwei Arbeiter eine lange Säge über die Rohsteine. Mit diesem Werkzeug ließen sich vor allem Mauersteine herstellen.
Heute wird dieses Gestein mit einer mobilen, kraftstoffgetriebenen Schwertsäge aus dem Vorkommen gelöst, wobei sich aufgrund der Klüfte im Gestein Rohblöcke bis maximal 1 m² gewinnen lassen. Abraum wird mit einem Bagger bewegt, wie auch Bruchsteine. Die Weiterverarbeitung der Rohblöcke erfolgt mit einer Steinkreissäge.